# Mażucie
Mażucie (deutsch Masutschen, 1938 bis 1945 Oberhofen (Ostpr.)) ist ein kleiner Ort in der polnischen Woiwodschaft Ermland-Masuren, der zur Stadt- und Landgemeinde Gołdap (Goldap) im Kreis Gołdap gehört.

## Geographische Lage
Mażucie liegt im Nordosten der Woiwodschaft Ermland-Masuren im Grenzgebiet zur Oblast Kaliningrad (Gebiet Königsberg (Preußen)) Russlands. Südlich des Dorfes erhebt sich der 190 Meter hohe Babia Góra (Bobkalnis). Innerorts endet eine Nebenstraße, die vor 1945 als deutsche Reichsstraße 137 weiter führte bis Kleszowen (1936 bis 1938 Kleschowen, 1938 bis 1946 Kleschauen, russisch: Kutusowo) und nach Darkehmen (1938 bis 1946 Angerapp, russisch: Osjorsk) und Insterburg (russisch: Tschernjachowsk). Die heutige Kreismetropole Gołdap (Goldap) ist acht Kilometer entfernt, die frühere Kreisstadt Darkehmen 14 Kilometer.

## Geschichte
Vor 1945 bestand der damals Masutschen bzw. Oberhofen genannte Ort aus lediglich zwei großen Höfen. Als Namensformen sind Masuttkeym (nach 1566), Mazutkeme  (nach 1685) und Masuttken (nach 1591) überliefert.
Von 1874 bis 1945 war Masutschen in den Amtsbezirk Abschermeningken eingegliedert. 1933 umbenannt in „Amtsbezirk Almental“, gehörte er zeit seines Bestehens zum Kreis Darkehmen (1939 bis 1945: Landkreis Angerapp) im Regierungsbezirk Gumbinnen der preußischen Provinz Ostpreußen.
Im Jahr 1910 waren in Masutschen 124 Einwohner registriert. Ihre Zahl veränderte sich bis 1925 auf 111, betrug 1933 noch 96 und belief sich 1939 auf 84.
Am 3. Juni 1938 wurde Masutschen aus politisch-ideologischen Gründen der Vermeidung fremdländisch klingender Ortsnamen in „Oberhofen (Ostpr.)“ umbenannt. 
In Kriegsfolge kam das kleine Dorf 1945 mit dem gesamten südlichen Ostpreußen zu Polen und erhielt die polnische Namensform „Mażucie“. Zwischen 1945 und 1975 gehörte es zum Kreis Węgorzewo (Angerburg) in der Woiwodschaft Olsztyn (Allenstein). Heute ist Mażucie eine Ortschaft im Verbund der Stadt- und Landgemeinde Gołdap im Powiat Gołdapski, bis 1998 der Woiwodschaft Suwałki, seither der Woiwodschaft Ermland-Masuren zugehörig.

## Religionen

### Evangelisch
Die überwiegende Mehrheit der Bevölkerung Masutschens war vor 1945 evangelischer Konfession und in das Kirchspiel der heute in Russland liegenden Kirche zu Kleszowen (1936 bis 1938: Kleschowen, 1938 bis 1946: Kleschauen, russisch: Kutusowo) eingepfarrt. Sie war Teil des Kirchenkreises Darkehmen (bzw. Angerapp, russisch: Osjorsk) in der Kirchenprovinz Ostpreußen der Kirche der Altpreußischen Union. Aufgrund von Flucht und Vertreibung der einheimischen Bevölkerung erlosch das kirchliche Leben. Seit 1945 leben nur sehr wenige evangelische Kirchenglieder in Mażucie. Sie gehören jetzt zur Kirchengemeinde in Gołdap, einer Filialgemeinde der Pfarrei in Suwałki in der Diözese Masuren der Evangelisch-Augsburgischen Kirche in Polen.

### Katholisch
Die wenigen katholischen Kirchenglieder waren bis 1945 Teil der Pfarrei in Goldap, die zum Bistum Ermland gehörte. Der Bezug nach Gołdap besteht auch heute, wo mehr als 90 % der Einwohner katholischer Konfession sind. Die dortige Pfarrei gehört jetzt zum Dekanat Gołdap im Bistum Ełk (Lyck) der Katholischen Kirche in Polen.

## Verkehr
Die Grenzlage Mażucies bringt das kleine Dorf verkehrstechnisch ins „Abseits“, lag es doch vor 1945 an der bedeutenden Reichsstraße 137, die als bedeutender Verkehrsweg das südliche und das nördliche Ostpreußen miteinander verband. Heute treffen in Mażucie drei wenig bedeutende Nebenstraße aus dem Umland zusammen: von der Kreisstadt Gołdap im Osten, von Jagiele (Jaggeln, 1938 bis 1945 Kleinzedmar) im Westen und von Rogale (Rogahlen, 1938 bis 1945 Gahlen (Ostpr.)) im Süden. In das Gebiet der russischen Oblast Kaliningrad ist der einstige Weg versperrt. Sie ist nur auf dem Umweg über den Grenzübergang Gussew/Gołdap erreichbar.
Bis 1945 bestand Bahnanschluss über die Station Kuddern (1938 bis 1945 Kudern, der Ort im jetzigen Grenzgebiet existiert nicht mehr) an der Bahnstrecke Lyck–Insterburg. Sie wurde nach dem Kriege nicht mehr reaktiviert.